# Шангри-Ла (уезд)
Шангри-Ла (кит. упр. 香格里拉, пиньинь Xiānggélǐlā, палл. Сянгэлила, тиб. རྒྱལ་ཐང་རྫོང་, Gyalthang) — городской уезд Дечен-Тибетского автономного округа провинции Юньнань КНР.

## История
После Синьхайской революции и образования Китайской Республики здесь в 1913 году был создан уезд Чжундянь (中甸县).
После вхождения провинции Юньнань в состав КНР в 1950 году был образован Специальный район Лицзян (丽江专区), уезд вошёл в его состав.
Постановлением Госсовета КНР от 11 сентября 1956 года из Специального района Лицзян был выделен Дечен-Тибетский автономный округ, и уезд перешёл в его состав; власти нового автономного округа разместились в уезде Чжундянь.
17 декабря 2001 года уезд Чжундянь был переименован в Шангри-Ла по названию фантастической страны в романе Джеймса Хилтона Потерянный горизонт 1933 года. Целью переименования было привлечение туристов.
10 января 2014 года туристическая достопримечательность — древний тибетский город Дукэцзон — сильно пострадал от пожара.
Постановлением Госсовета КНР от 16 декабря 2014 года уезд Шангри-Ла был преобразован в городской уезд.

## Административное деление
Городской уезд делится на 4 посёлка, 6 волостей и 1 национальную волость.

## Экономика
Развиты сельское хозяйство и туризм (особенно наблюдение за птицами).

## Транспорт
Через уезд проходит автодорога Годао 214. Из столицы провинции Куньмина в Шангри-Ла ходит регулярный автобус. Дорога недавно улучшена, живописные горы привлекают туристов. Уезд обслуживает также аэропорт «Дечен» — один из самых крупных в провинции Юньнань.
Шангри-Ла служит транзитным пунктом для туристов, направляющихся в Тибет и Лхасу как по дорогам, так и на самолёте.
Ведётся строительство железной дороги Лицзян — Шангри-Ла.

## Достопримечательности
- Монастырь Гандан Сумцелинг (松赞林寺 Sōngzànlín Sì)
- Национальный парк Путацо[6]
- Ущелье Прыгающего Тигра